# Staufenberg (Niedersachsen)
Staufenberg ist eine Gemeinde im Landkreis Göttingen. Sie ist die südlichste Gemeinde in Niedersachsen.

## Gemeindegrenzen
Die Grenze Staufenbergs erstreckt sich von Kassel an der hessischen Grenze, nordwestlich von Speele, im Fuldatal aufwärts bis kurz vor Niestetal/Sandershausen und schwenkt dann südlich ab. Der Verlauf geht an der hessischen Grenze weiter, überschreitet den alten Schmugglerpfad, geht über die Schanze bis hinunter in das Niestetal. Von dort verläuft sie weiter aufwärts in östlicher Richtung. Diese Grenze, von der Straße Sandershausen–Landwehrhagen (alte Reichsstraße) gekreuzt, ist noch durch die alten Grenzsteine des Königreichs Hannover und Kurfürstentums Hessen gekennzeichnet. Oberhalb der Ortschaft Nieste geht die Grenze über die Höhen des Kaufunger Waldes, Umschwang, bis zur hessischen Gemeinde Kleinalmerode. Dort schwenkt sie nordwestlich, am Forsthaus Nonnenholz, zum Lehrforstamt Escherode gehörend, durch den Kaufunger Wald bis hinüber zur Kuhweide am Naturfreundehaus Steinberg und an der alten Zeche und Ziegelei Steinberg vorbei. Dann verläuft sie westlich, hinter dem Großen Staufenberg über die Lutterberger Höhe hinab in das Fuldatal.
Staufenberg liegt größtenteils im südlichen Teil des Naturparks Münden.

## Gemeindegliederung
- Benterode
- Dahlheim
- Escherode
- Landwehrhagen
- Lutterberg
- Nienhagen
- Sichelnstein
- Speele
- Spiekershausen
- Uschlag

## Geschichte
Anlässlich der niedersächsischen Gebietsreform wurden am 1. Januar 1973 die Gemeinden Benterode, Landwehrhagen, Lutterberg, Nienhagen, Sichelnstein, Speele, Spiekershausen und Uschlag zu einer Großgemeinde zusammengeschlossen. Die Namensgebung erfolgte nach den beiden Bergkuppen Kleiner Staufenberg und Großer Staufenberg bei Lutterberg. Der Große Staufenberg lieferte schon im 6. Jahrhundert seinen Basalt zum Bau der nahe gelegenen Burg Sichelnstein, Sitz des ehemaligen Amtes Sichelnstein im Obergericht Münden. Die Nähe zu Hessen bildete zudem seither ein wesentliches Merkmal der Gemeinde. Vielfältige Verbindungen, mitunter auch in sprachlicher Hinsicht, weisen darauf hin. So zählte das ehemalige Obergericht, mit Ausnahme von Lutterberg, mundartlich bereits zum hessischen Sprachraum. Als Ende der 1960er Jahre die Gebietsreform näher rückte, fand die Idee eines Anschlusses an Hessen großen Widerhall in der Bevölkerung.
Wie die Endung „-rode“ andeutet, gehen mehrere Ortsteile auf ursprüngliche Waldrodungen zurück, die zur Zeit des von Karl dem Großen im damaligen sächsischen Hessengau und damit im Kaufunger Wald eingesetzten Grafen Hiddi durchgeführt wurden. Der Name von Hiddis Sohn Asig (Esiko) findet sich noch heute in dem des Ortsteils Escherode.

## Politik

### Gemeinderat
Der Gemeinderat setzt sich aus 20 Ratsfrauen und Ratsherren zusammen. Außerdem ist der hauptamtliche Bürgermeister stimmberechtigt.
| Gemeinderatswahl Staufenberg 2021vorläufiges Ergebnis; Wahlbeteiligung: 59,7 % 403020100 37,0 %27,9 %16,9 %12,7 %2,6 %1,8 %1,1 %n. k. %n. k. % SPDCDUWfScGrüneLinkeKrallfJenkegUWGSchaufiGewinne und Verlusteim Vergleich zu 2016 %p 18 16 14 12 10 8 6 4 2 0 −2 −4 −6 −8−10−12−14−1,5 %p−2,8 %p+16,9 %p−1,5 %p+2,6 %p+1,8 %p+1,1 %p−13,3 %p−3,3 %pSPDCDUWfSGrüneLinkeKrallJenkeUWGSchaufAnmerkungen:c Wir für Staufenbergf Einzelbewerberin Mareika Krallg Einzelbewerber Gernot Jenkei Einzelbewerber Helmut Schauf | Sitzverteilung im Gemeinderat Staufenberg seit 2021Insgesamt 20 Sitze - Linke: 1 - SPD: 7 - Grüne: 3 - WfS: 3 - CDU: 6 |

(Stand: Kommunalwahl am 12. September 2021)

### Bürgermeister
Der Bürgermeister der Gemeinde Staufenberg ist seit 2014 Bernd Grebenstein (parteilos). Er wurde sowohl 2016 als auch 2021 ohne Gegenkandidaten im Amt bestätigt.

### Ortsräte
Die Ortsteile der Gemeinde Staufenberg werden von insgesamt 81 Ratsmitgliedern in neun Ortsräten vertreten. Seit der Kommunalwahl 2021 verteilen diese sich wie folgt:
| Ortsteile         | SPD | CDU | Grüne | Linke | WG | parteilos | ∑  |
| ----------------- | --- | --- | ----- | ----- | -- | --------- | -- |
| Benterode         | -   | 2   | -     | -     | 7a | -         | 9  |
| Escherode         | -   | -   | -     | -     | 9b | -         | 9  |
| Landwehrhagen     | 3   | 4   | 2     | -     | 1a | 1f        | 11 |
| Lutterberg        | 5   | 4   | -     | -     | -  | -         | 9  |
| Nienhagen         | 2   | -   | -     | -     | 5c | -         | 7  |
| Sichelnstein      | 1   | -   | 1     | -     | 5d | -         | 7  |
| Speele            | 6   | -   | -     | -     | 3e | -         | 9  |
| Spiekershausen    | -   | 5   | 2     | 1     | 1a | -         | 9  |
| Uschlag/ Dahlheim | 6   | 2   | 1     | -     | 2a | -         | 11 |
| ∑                 | 23  | 17  | 6     | 1     | 33 | 1         | 81 |

a Wir für Staufenberg, b Gemeinsam für Escherode, c Wir für Nienhagen, d Wir für Sichelnstein, e Gemeinsam für Speele, f Einzelkandidat Gernot Jenke

### Wappen
Die Wappenbeschreibung lautet: „In Rot auf silbernem Berg eine goldbekrönte silberne Säule, begleitet von je einer zugewandten schartigen silbernen Sichel mit goldenem Griff; dem Berg aufgelegt eine zehnsteinige rote Zinnenmauer 3 : 4 : 3“. Sicheln und Säule stammen aus dem abgewandelten Helmschmuck der Herzöge von Braunschweig/Lüneburg, der in das alte Amtssiegel des Amtes Sichelnstein oder Obergerichtes Münden übernommen wurde. Die Aufwölbung im unteren Teil versinnbildlicht den Großen Staufenberg und die aufgelegten zehn Mauersteine stellen die ehemals selbständigen Orte der heutigen Gemeinde dar.

### Städtepartnerschaften
Im Jahr 2000 wurde zwischen Staufenberg und der ungarischen Stadt Pusztaszabolcs ein Partnerschaftsvertrag unterzeichnet.

## Sehenswürdigkeiten

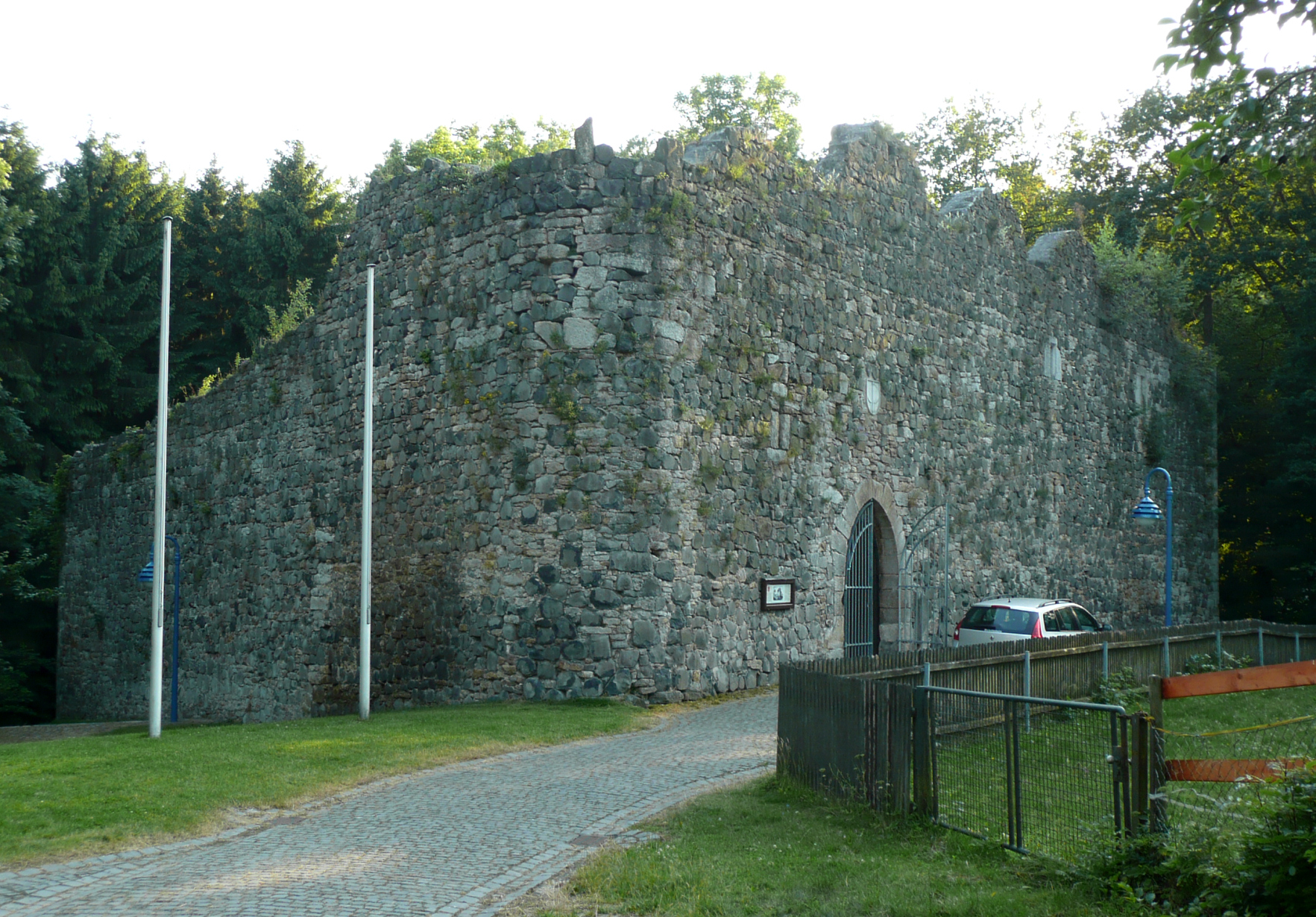
Burgruine Sichelnstein

- Burgruine Sichelnstein Es ist naheliegend, dass die Burg Sichelnstein im 9. Jahrhundert erbaut wurde. Erneuert und befestigt wurde sie von Otto dem Quaden im Jahr 1372.
- Johanniskirche (Uschlag)
- Kirchen in Nienhagen und Spiekershausen mit Kruzifixen, geschaffen von Gustav Heinrich Eberlein
- St.-Petrus-Kirche in Landwehrhagen mit gotischem Wehrturm, 1801 erneuert. Der Außenaufbau von 1822 ist klassizistisch geprägt. Der Innenraum ist im Empirestil der nachnapoleonischen Zeit gehalten. Wohl einmalig sind die Tapetenauskleidungen im Altarbereich, auf der Kanzel und Empore.
- Hühnerfeld, südlichstes Hochmoor Niedersachsens
- Mittelalterliches Dorf Steinrode, ein nachgebautes Dorf beim Jugendwaldheim Steinberg
- Gollong-Haus, Heimatmuseum entstanden aus der Stiftung des Künstlerehepaares Christian und Erika Gollong
- Kaufmannsche Mühle, Wassermühle mit oberschlächtigem Wasserrad
- Arboretum Habichtsborn, Sammlung heimischer und ausländischer Baumarten, seit Mitte des 19. Jahrhunderts, angelegt vom ehemaligen Lehrforstamt Escherode, seit 2009 betreut und gepflegt von einem örtlichen Förderverein
- Barfußpfad Nienhagen (2,5 km)[6]

## Verkehr

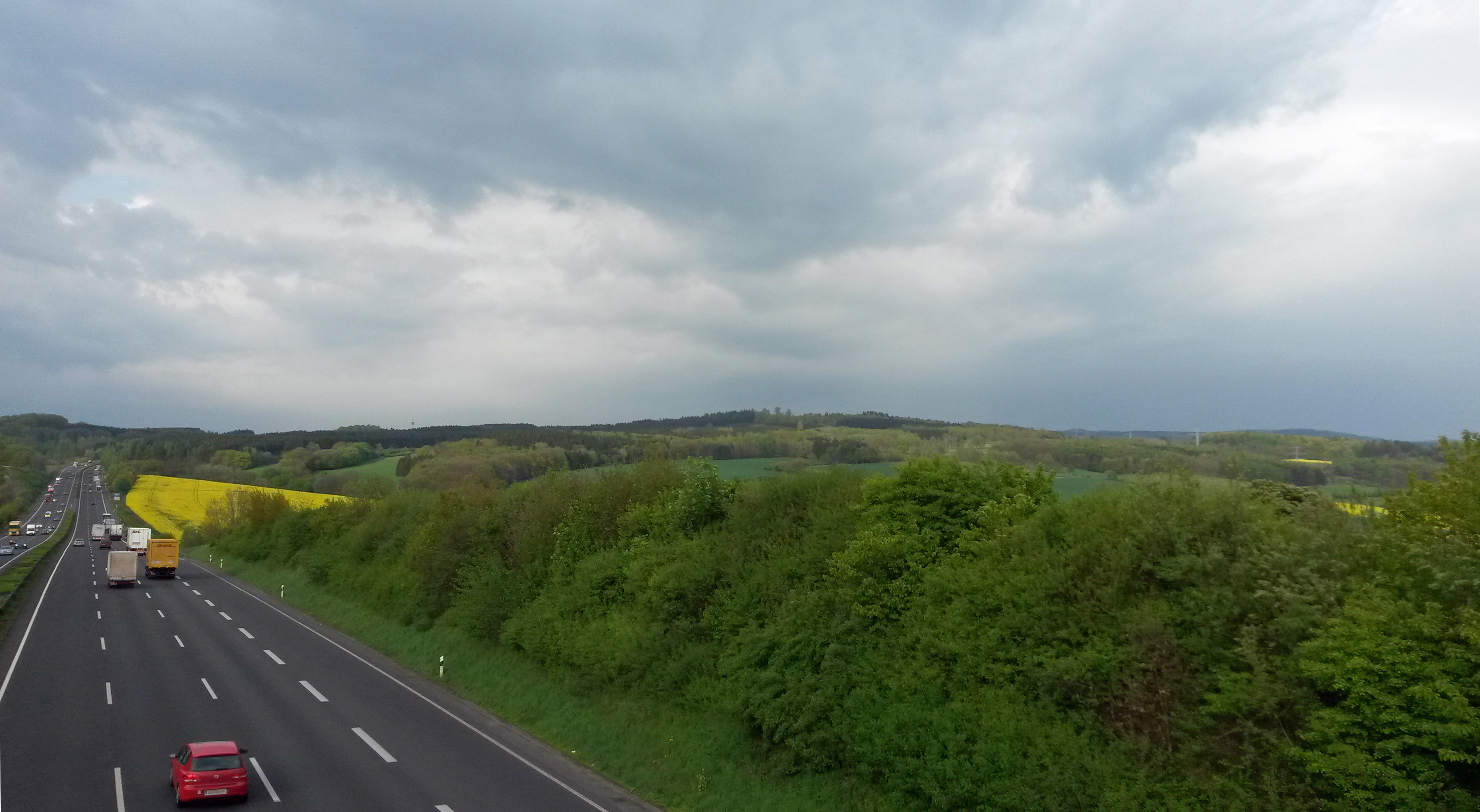
Der Große Staufenberg an der A 7

Zu erreichen ist Staufenberg über die A 7, Autobahnausfahrt (76) Staufenberg/Lutterberg oder (77) Kassel-Nord.
Der Ortsteil Speele hat einen Bahnhof an der Bahnstrecke Hann. Münden–Kassel.
Die Schnellfahrstrecke Hannover–Würzburg führt ohne Halt durch das Gemeindegebiet. Sie erreicht es im Mündener Tunnel, verläuft durch den Mühlenkopftunnel und verlässt die Gemeinde und Niedersachsen auf der Fuldatalbrücke Kragenhof.

## Sport
Der örtliche Handballverein HSC Landwehrhagen spielt in der Bezirksoberliga Kassel/Waldeck. Drei Jahre lang, davon zwei unter dem Namen HSG Niestetal-Staufenberg, spielte der Verein in der 2. Handball-Bundesliga.

## Persönlichkeiten
Bedeutendster Sohn der Gemeinde war der in Spiekershausen geborene Dichter, Maler und Bildhauer Gustav Heinrich Eberlein. Der spätere Literaturnobelpreisträger Samuel Beckett lebte nach 1922 einige Zeit in Spiekershausen und verbrachte in den Folgejahren dort einige Zeit am „sommerlichen Strand“ der Fulda.

## Wirtschaft
Im Ortsteil Lutterberg betreibt die DHL ein Paketzentrum.

## Dialektgrenze
Staufenberg liegt unmittelbar südlich der Benrather Linie und somit am Übergang von den hochdeutschen – genauer: den westmitteldeutschen Dialekten zur niederdeutschen Sprache.